# Robert Ochsenfeld
Robert Ochsenfeld (Hilchenbach, 18 de maio de 1901 - Hilchenbach, 5 de dezembro de 1993),  foi um físico alemão.
Em 1933 ele descobriu juntamente com Walther Meißner o Efeito Messner.